# أديلفا كالفو
أديلفا كالفو (بالإسبانية: Adelfa Calvo)‏ هي ممثلة إسبانية، ولدت في 5 أبريل 1962 بمالقة في إسبانيا.

## أعمال

### أفلام
- (2010) بيوتيفول[3]

## وصلات خارجية
- أديلفا كالفو على موقع IMDb (الإنجليزية)
- أديلفا كالفو على موقع قاعدة بيانات الأفلام العربية
- أديلفا كالفو على موقع ألو سيني (الفرنسية)
- أديلفا كالفو على موقع أول موفي (الإنجليزية)
- أديلفا كالفو على موقع قاعدة بيانات الفيلم (الإنجليزية)
- أديلفا كالفو على موقع كينوبويسك (الروسية)